# 75 (число)
75 (сімдеся́т п'ять) — натуральне число між  74 та  76.

## У математиці
- 10-е тріморфне число
- 5-те дев'ятикутне число
- сума перших п'яти п'ятикутних чисел
- Число Кіта
- 75 ділиться на 1, 3, 5, 15, 25.
- недостатнє число

## У науці
- Атомний номер  ренію

## В інших областях
- 75 рік, 75 рік до н. е., 1975 рік
- ASCII — код символу «K»
- 75  років — алмазне весілля